# 竹刀稽古
竹刀稽古（しないけいこ）、竹刀打ち込み稽古とは、その名のとおり、剣術において竹刀で打突する稽古。

## 歴史

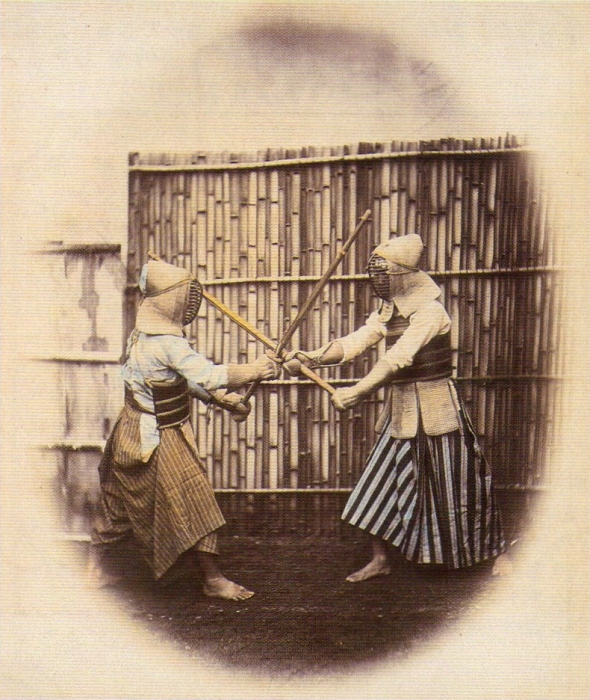
幕末期に外国人カメラマンF・ベアトによって撮影された竹刀稽古

室町時代から戦国時代初期の剣術は木刀による形稽古が中心であったが、戦国時代に袋竹刀が発明され、実際に打つ事が出来るようになった。さらに江戸時代初期から中期にかけ面や小手のような簡単な防具が考案され、袋竹刀と防具を使用した試合形式の稽古方法が広まり始めた。直心正統流の高橋重治はそれまでの直心流の素肌で行う稽古から丈夫な防具を使用した稽古を採用し、安全に稽古する事を考案した。
高橋の弟子で直心影流の山田光徳とその三男長沼国郷は道具を正徳年間（1711年 - 1715年）に掛けて改良した。宝暦年間（1751年 - 1763年）に中西派一刀流の中西子武が防具を改良し、コミ竹刀で打ち込む稽古を確立した。また、大石神影流の大石種次は面を改良し突きに対する安全性を高め、この頃に現在の剣道具に近い形が出来上がった。同じころ北辰一刀流創始者の千葉周作は竹刀稽古の技法、剣術六十八手を考案している。
やがて竹刀稽古が主で形稽古が従となっていき、江戸時代末期（幕末）には自由に技をかけ合う地稽古、試合稽古が流派を超えて行なわれるようになった。閉鎖的であった流派が技術習得や試合経験のために門戸を開いたり、諸藩が藩士を江戸の剣術道場（鏡新明智流士学館、北辰一刀流玄武館、神道無念流練兵館等）に留学させ、或いはこれらの道場から人材を招き藩の剣術師範役に任じた。
地域や流派によって防具や竹刀の違いは残り続け、同じような道具を使用して同じ打突部位で試合をし流派の違いはあまり関係なくなっていったのは、幕府が講武所を設置した安政年間になってからだった。
講武所頭取並の男谷信友は「剣術は剣術と呼称するだけで足りる」と主唱した。この試合剣術の流れは明治時代以降大日本武徳会によって集約され、現代の剣道が成立した。

## 評価
江戸時代に剣術は形の本数が増えて複雑、難解な傾向になり、華法と呼ばれる見かけばかり華麗な演武が行われるようになったため、その改善策として竹刀稽古は発展した経緯がある。しかし、竹刀稽古の得失については賛否両論があった。一刀流中西道場は竹刀稽古が好評を得て栄えたが、竹刀稽古こそ剣術と思い込んだ門人たちが形稽古を極端に軽視するようになり、道場主の中西子武はやむなく道場を形派と竹刀派の二派に分けた（両方を稽古する者もいた）。門人の寺田宗有は、竹刀は剣法の真理に反すると考え中西道場を去った。また、安永4年（1775年）には弘前藩の小野派一刀流山鹿高美が中西子武宛て、「竹刀の業は存分軽く、譬へは子供の遊の如くにし、勝負の処を深く思う事を嫌うて事可ならん」と批判する書簡を送り、論争となった。
竹刀稽古は形稽古に比べて攻防技術の体得が早く、体力の錬成にもなる長所が認められた反面、竹刀の操作が真剣の技術とは掛け離れがちであった。真剣を使った戦闘に勝つための訓練の手段として行なわれていたはずが、やがてそれ自体が目的となり、竹刀試合独自の技術が生まれ、剣術がスポーツ化したといわれる。